# Joachim Burmeister
Pour les articles homonymes, voir Burmeister.
Joachim Burmeister (né en 1564 à Lunebourg et mort le 5 mai 1629 à Rostock) est un humaniste, compositeur et théoricien de la musique allemand.
Il s'est intéressé à la musique pratique (concernant la notation de la musique, le chant et le jeu des instruments), poétique (concernant la composition) et théorique (concernant les proportions mathématiques dans la musique). Il est une figure majeure dans les études consacrées à la rhétorique musicale.

## Biographie
Il est l'aîné des cinq enfants d'un bourgeois de Lunebourg.
Il étudia à la Stadtschule de Lunebourg puis à l'université de Rostock où il obtint le grade de Magister.
Il exerça les fonctions de Cantor à la Nikolaikirche puis à la Marienkirche de la ville puis devint professeur de langues anciennes de la Lateinschule locale (Scholae Rostochiensis Collega Classicus) où il enseigna jusqu'à sa mort.

## Rhétorique musicale
Joachim Burmeister fut un humaniste cultivé, qui maîtrisait parfaitement le latin et le grec. À Rostock, il a fréquenté des professeurs d'éloquence, de poésie et de théologie réputés en Allemagne, par exemple Lucas Bacmeister, Johannes Posselius, Paul Tarnow, Statius Olthof, Johannes Simonius, Eilhard Lubin. Il a probablement écrit ses trois ouvrages majeurs pour prouver la valeur de l'art musical. Il a choisi comme modèle de compositeur Roland de Lassus, dont il cite de nombreux extraits musicaux. Il a notamment analysé son motet In me transierunt.
Il est le premier Allemand à avoir explicitement traité de rhétorique musicale, c'est-à-dire à avoir théorisé la musique en utilisant abondamment des références à la grammaire et des notions rhétoriques. Il a proposé, dans la Musica autoschédiastikè puis dans la Musica poetica, une liste des solécismes musicaux, une liste des figures et ornements musicaux, une liste des parties de la composition musicale, une méthode d'analyse des compositions musicales, une liste des styles, des réflexions sur la prononciation de la musique, sur la convenance et sur le meilleur style musical. Il montre ainsi que la musique est un art aussi remarquable que l'éloquence et sa rhétorique musicale contient des références indirectes à Philipp Melanchthon, Érasme, Lucas Lossius.
Les ouvrages de Joachim Burmeister, qui sont aujourd'hui très souvent cités et étudiés en rhétorique musicale, sont moins cités que d'autres aux XVIIe et XVIIIe siècles. Mais on sait qu'ils ont été diffusés, par exemple grâce à la Dissertatio musica (1664) de Elias Walther.

## Œuvres
- 1599 Hypomnematum Musicae Poeticae
- 1601 Geistlicher Psalmen D. M. L. … vierstimmige Harmonien, Rostock, Typis Myliandrinis, mise en musique à quatre voix des psaumes.
- 1601 Musica αυτοσχεδιαστικη, Rostock, Reusner, qui contient la Musicae practicae sive artis caneni ratio.
- 1605  Χριστὸς πεφασμένος, der geoffenbarte Christus, en ligne, comédie à vocation scolaire.
- 1606 Musica poetica, Rostock, Myliander.
- 1609 Musica theorica, édition des analyses de Heinrich Brucaeus (de) (1531–1593) sur la musique.